# Bindon Blood Stoney
Bindon Blood Stoney (ur. 13 czerwca 1828 w Oakley Park w hrabstwie Offaly, zm. 5 maja 1909 w Dublinie) – irlandzki inżynier. Brat George’a Johnstone’a Stoneya, fizyka i astronoma.

## Życiorys
Urodził się 13 czerwca 1828 w Oakley Park w hrabstwie Offaly jako drugi syn George’a Stoneya i Ann, córki Bindona Blooda. Oprócz brata, George’a Johnstone’a, miał jeszcze dwie starsze siostry. Gdy był małym chłopcem, ojciec zmarł, a matka, sprzedawszy rodzinny majątek, przeprowadziła się wraz z dziećmi do Dublina.
W lipcu 1845 Bindon Blood Stoney rozpoczął edukację w Trinity College w Dublinie, którą ukończył w 1850 z dyplomem inżyniera lądowego.
W latach 1850–1852 pracował u astronoma Williama Parsonsa, trzeciego earla Rosse, na zamku w Parsonstown (obecnie Birr), gdzie zatrudniony był także jego brat, George Johnstone Stoney. Parsons wybudował na terenie zamku, największy wówczas w świecie, 72-calowy teleskop zwierciadlany zwany „Lewiatanem”. Stoney, oprócz nauczania dzieci Parsonsa, zajmował się utrzymaniem sprzętu astronomicznego w dobrej kondycji. Po odkryciu błędów powodowanych przez przegub krzyżakowy tego teleskopu, zajął się opracowaniem odpowiednich współczynników korekcyjnych, a także przeprowadził wiele obserwacji astronomicznych w celu sprawdzenia i skorygowania dokładności pozycji gwiazd uzyskanych wcześniej przez Parsonsa oraz swojego brata. W tym czasie odkrył około stu ciał niebieskich (głównie galaktyk) skatalogowanych później przez Johna Dreyera w New General Catalogue i jego suplemencie Index Catalogue. Wykonywane przez niego szkice galaktyk (zwanych wtedy „mgławicami”) były dokładniejsze niż jakiekolwiek wykonane wcześniej i pozostały jednymi z najlepszych aż do czasu, gdy odręczne rysunki ciał niebieskich zastąpiła fotografia. Na podstawie obserwacji wizualnych ustalił, że Wielka Mgławica w Andromedzie ma charakter spiralny.
W 1852 wyjechał do Hiszpanii, gdzie wziął udział w budowie linii kolejowej z Aranjuez do Almansy. Po powrocie do Irlandii w 1854 został zatrudniony w charakterze inżyniera przy budowie mostu kolejowego Boyne Viaduct w Droghedzie. Most ten otwarto w kwietniu 1855, a doświadczenie zdobyte podczas jego konstrukcji zachęciło później Stoneya do napisania pracy The Theory of Strains in Girders and Similar Structures, w której zawarł praktyczne metody obliczania naprężeń występujących w dźwigarach. Publikacja ta, wydana po raz pierwszy w dwóch tomach w 1866, stała się standardowym podręcznikiem wykorzystywanym przez inżynierów budowlanych i doczekała się wielu wznowień.

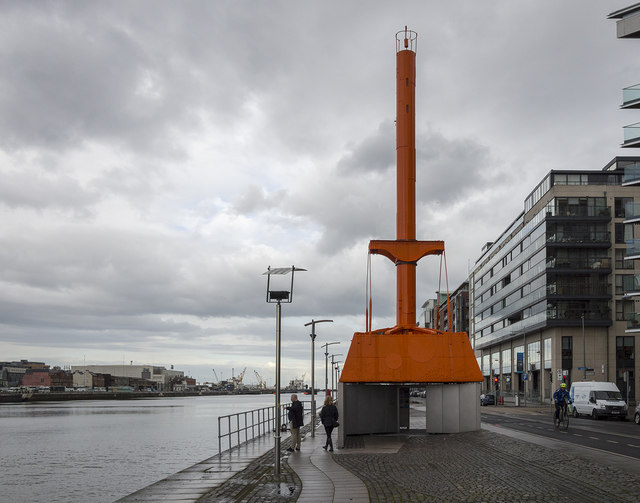
Keson zaprojektowany przez Stoneya, obecnie służący jako atrakcja turystyczna

Dalsza kariera zawodowa Stoneya związana jest z portem w Dublinie. W 1856 został inżynierem pomocniczym w Dublin Ballast Board, trzy lata później awansował na stanowisko inżyniera zarządzającego. W 1862 został głównym inżynierem Dublin Ballast Board (w 1869 instytucja ta przekształciła się w Dublin Port & Docks Board). Funkcję tę sprawował aż do 1898. Podczas kadencji Stoneya dubliński port został przekształcony z portu typowo pływowego (czyli uzależnionego od pływów morskich) w port głębokowodny, gdzie zacumowane statki o dużym zanurzeniu mogły utrzymywać pływalność na wodzie także w trakcie odpływów. Stoney zaprojektował wielką pogłębiarkę oraz pokierował przebudową ponad 2 km nabrzeży na północnych i południowych brzegach rzeki Liffey, doprowadził także do wydłużenia północnych nabrzeży w kierunku wschodnim i wybudowania basenu portowego Alexandra Basin. Rzekę pogłębiono tak, że promy mogły kursować z jednego jej brzegu na drugi przy każdym poziomie pływu. Zamiast użycia kosztownych koferdamów i wypompowywania wody, budowano dolne sekcje głębokowodnych nabrzeży z jednolitych betonowych bloków o wadze 350 ton. Stoney zaprojektował maszynerię do transportu i osadzania tych bloków na dnie rzeki, a także wielki keson, przy użyciu którego robotnicy wyrównywali dno.
Oprócz prac w porcie kierował też projektem przebudowy i samą przebudową dublińskich mostów na rzece Liffey: Grattan Bridge, O’Connell Bridge, a także zaprojektował nieistniejący już most obrotowy Beresford Bridge. Ponadto był konsultantem przy pracach budowlanych prowadzonych w innych irlandzkich portach, a także współpracował jako ekspert z kilkoma komisjami parlamentarnymi.
W 1879 ożenił się z Susannah Frances Walker, mieli syna i trzy córki. Nagła śmierć syna w Australii w styczniu 1909 była dla niego ciosem, po którym już się nie podźwignął; zmarł niedługo później – 5 maja tego samego roku. Został pochowany na cmentarzu Mount Jerome.

## Nagrody i wyróżnienia
W 1857 został członkiem, w 1862 honorowym sekretarzem, a w latach 1871–1872 pełnił funkcję prezesa stowarzyszenia Institution of Civil Engineers of Ireland.
Od 1858 był członkiem stowarzyszonym, od 1863 członkiem pełnoprawnym, a w latach 1896–1898 wchodził w skład zarządu Institution of Civil Engineers (z siedzibą w Londynie). W 1874 instytucja ta przyznała mu Telford Medal i Telford Premium za publikację On the construction of harbour and marine works with artificial blocks of large size.
W 1881 otrzymał honorowy tytuł LL.D. (Doctor of Laws) od Trinity College w Dublinie oraz został członkiem Royal Society. Był też wiceprezesem Royal Dublin Society oraz członkiem Royal Irish Academy, Institution of Naval Architects i Geological Society of Dublin.